# Мещеринов, Иван Алексеевич
Ива́н Алексе́евич Мещери́нов (1620-е — 1690-е) — воевода из рода Мещериновых, усмиритель Соловецкого восстания, собиратель книг.

## Биография
Происходил из достаточно богатой служилой фамилии. Отец Алексей Авраамович Мещеринов (ум. 1677/78 гг.) в 1661 г. числился стрелецким головой в Киеве и имел собственную библиотеку. Иван Алексеевич начал свою службу в числе жильцов, и с 1657 г. числился дворянином московским. В 1667–1669 гг. был в Киеве головой московских стрельцов и привез в Москву епископа Мефодия. До 1670-х упоминается в хозяйственных документах. С 31 марта 1671 г. по 19 ноября 1673 г. воевода в Козьмодемьянске. 6 сентября 1673 г. был послан воеводой Сумской острог, сменить Климента Алексевича Иевлева. Мещеринову было приказано «воровство и мятеж искоренить вскоре» любыми мерами. 4-5 января он сменил Иевлева в должности. 31 мая Мещеринов высадился на острове.

#### Подавление восстания
С приездом Мещеринова боевые действия резко активизировались. На протяжении июня Мещеринов проводил переговоры с восставшими. Воевода приказал спустить часть воды из святого озера, из-за чего в монастыре  обмелели колодцы  и остановились мельницы. Однако до зимы монастырь не был взят и Мещеринов был вынужден вопреки приказам из Москвы вернуться в Острог, организовывая вылазки. Летом 1675 г. войска Мещеринова высадились в Глубокой губе и усилил осаду монастыря, которая так и не увенчалась успехом. Зимой 1675/1676 гг. не стал отходить к острогу. 22 января Мещеринов захватил монастырь с помощью указаний перебежчика Феоктиста, указавшего на плохо заделанный проход в стене Монастыря. Распространена версия о жестоких казнях и зверствах, которые учинил Мещеринов по взятии монастыря, однако документальных подтверждений этого нет. В донесениях,которые Мещеринов отправлял правительству он писал о том, что захватил в плен 62 "пущих вора", судьба оставших 100-150 человек, оборонявших монастырь - неизвестна. Известно о разграблении имущества монастыря, которым занялся Мещеринов. С 22 января до 14 июня воевода жил в монастыре и управлял монастырской собственностью. С 14 июня 1676 г. В Соловецкий монастырь приехала комиссия для расследования злоупотрбелений Мещеринова во главе с князем Владимиром Волконским.
Дело Мещеринова
Волконский конфисковал 200 книг. А самого Мещринов отправили в Москву. После этого его судили по обвинению в причинённых насилиях (по доносам, славшимся в Москву ещё во время осады). Его обвинили в краже монастырской казны, а он обвинял своего преемника в захвате его имущества. Известно, что в Холмогоры Мещеринов привез с собой лишь 33 книги и за время осады сумел пополнить свою библиотеку еще на 15 книг, т. е. увеличил свою коллекцию в полтора раза. Мещеринов стал первым ссыльным Соловецкого заключения после полного погрома им же Соловецкого монастыря. Однако часть книг потом была ему возвращена или скуплена им же, и отписана в завещании его сыну Ивану в 1695 г. В 1680 году Мещеринов был освобождён.
Дальнейшая Судьба
В 1682 г. во время Стрелецкого бунта с него было "доправлена" московским стрельцом огромная сумма. В том же году вместе с братом был снят с военной службы. На его же средства в 1682 г. была построена каменная церковь в деревни Погорелово, крест, церквоные врата и один колоколов которой Мещеринов привёз из Соловецкого монастыря. В 1685 г. упоминается чине стольника. В 1687 г. передал деревню Бухарина из Углической вотчины своим сыновьям Ивану и Алексею (ум. 1698 г.) Мещериновым. В 1688 году состоял в свите ехавшего в Саввин монастырь царя Петра I. Последнее документальное упоминание Ивана Мещеринова относится к 1697 г.

## Наследие
Характеристика
Главным событием в жизни Мещеринова стала осада Соловецкого монастыря. Воевода Мещеринов неоднократно фигурирует в рукописных памятниках, связанных с этим событием. В частности о нём упоминается в песни "Осада Соловецкого монастыря" кон. XVII в.:
«Как стрелял, стрелял воевода 
Во соборну-ту Божью церьковь,    
Уронил-то тут воевода 
Богородицу с престола».
Иван Мещеринов неоднократно изображался на лубочных листах (самый известный из которых находится в основной экспозиции ГИМ) и лицевых рукописях XVIII-XIX вв. В частности художник XIX в. изобразил его портрет в "Описании лицевом великой осады разорения монастыря Соловецкаго". Известный деятель старообрядческого движения Симеон Денисов характеризует воеводу, как "прелютого мучителя", который " не только на кровопролитии и на описанных казнях отцов утруждал себя, но и к немногим из оставшихся проявлял большое внимание: кого не захотел предать смерти, того изранил многими побоями. Средь них и того Дмитрия, что кричал со стены; привел его к себе и допросил. И, услышав снова, что государя царя уж нет в живых, сильно его избил и, надругавшись, бросил в темницу".
Историография
В историографии особое внимание уделялось книжному собранию воеводы. Луппов С. П. так характеризует её: "Библиотека Мещеринова была книжным собранием человека, очень любившего книги и приобретавшего их всюду, где он мог это сделать. Книги покупались в Москве, Киеве, Сумах, Козьмодемьянске, Холмогорах".